# Háromnapos varsói csata (1656)
A háromnapos varsói csata a lengyel-litván-tatár sereg és az egyesült svéd-brandenburgi hadak közt 1656. július 28-30-án lezajlott ütközet.

## Előzmények
A tatárok hordái a nyáron betörtek a hercegi Poroszországba. X. Károly Gusztáv svéd király Frigyes Vilmos brandenburgi választófejedelem seregével egyesülve a főváros felé vonultak.

## A csata lefolyása

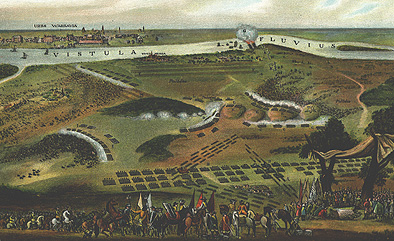
A varsói csata

A lengyel-litván haderőt személyesen II. János Kázmér lengyel király irányította. Serege egyik szárnyán néhány ezer főnyi tatár sereg is ott volt, a segédcsapatokban pedig a kozákok, akik még a tavasszal álltak vissza ideiglenesen a lengyelekhez, de oroszlánul harcoltak a betörő svéd és német hadak ellen.
A csata második napján a litván huszárság ugyan egyetlen rohammal ketté vágta a svéd sereget, de július 30-án kemény harcban a svédek kerekedtek felül.
A lengyelek stratégiai visszavonulást rendeltek el, s kénytelenek voltak feladni Varsót, amit csak néhány hónappal ezelőtt foglaltak vissza Arfuid Wittembergtől.

## Rákóczihadjárata
A főváros elvesztése ellenére Károly Gusztáv Krakkót már nem tudta elfoglalni, ráadásul az ősszel vívott prostki csatában a svédek és porosz szövetségeseik olyan súlyos vereséget szenvedtek a tatároktól és a lengyelektől, hogy megint Varsó feladására kényszerültek.
Ekkor Károly Gusztáv II. Rákóczi György erdélyi fejedelemtől kért segítséget, akivel közösen 1657-ben bevonult Varsóba.